# Åsagölen, Småland
Åsagölen är en sjö i Vetlanda kommun i Småland och ingår i Emåns huvudavrinningsområde. Sjön är 3,8 meter djup, har en yta på 0,0486 kvadratkilometer och befinner sig 237,1 meter över havet. Sjön avvattnas av vattendraget Gröpplebäcken.

## Delavrinningsområde
Åsagölen ingår i det delavrinningsområde (635430-144916) som SMHI kallar för Inloppet i Bjädesjösjön. Medelhöjden är 245 meter över havet och ytan är 16,34 kvadratkilometer. Det finns inga delavrinningsområden uppströms utan avrinningsområdet är högsta punkten. Gröpplebäcken som avvattnar avrinningsområdet har biflödesordning 3, vilket innebär att vattnet flödar genom totalt 3 vattendrag innan det når havet efter 193 kilometer. Delavrinningsområdet består mestadels av skog (81 %). Avrinningsområdet har 0,33 kvadratkilometer vattenytor vilket ger det en sjöprocent på 2 %.